# Sant Esteve de Salelles (església vella)
La capella de Sant Esteve de Salelles (Chapelle de Saint Etienne de Saleilles en francès) és el nom de l'antiga església i de la parròquia que aquesta encapçalava, del poble rossellonès de Salelles, a la Catalunya del Nord.
Apareix esmentada l'any 927, però l'edifici actual és del 1024. És un temple romànic, que havia estat l'església del poble però que fou desafectat el 1913, quan entrà en servei la nova església parroquial, amb el mateix nom de Sant Esteve de Salelles.

## L'edifici
Construït amb palets de riera, és de disseny molt simple, amb una nau única coberta amb volta de canó tancada a l'oest per un absis amb volta de quart d'esfera. Al nord de l'edifici es conserva encara un tros de muralla amb espitlleres. Una part del mobiliari d'aquesta antiga església (el retaule de sant Esteve, del 1600, una marededéu del segle xvii i la pica baptismal romànica) foren traslladats a la nova església a començaments del segle xx. El 1962 el consell municipal votà per enderrocar-la per fer una nova sala cívica, però la manca de recursos econòmics impossibilità la destrossa. El 1986 s'hi van fer grans treballs de restauració i va ser declarada monument històric de França el 21.10.1993.

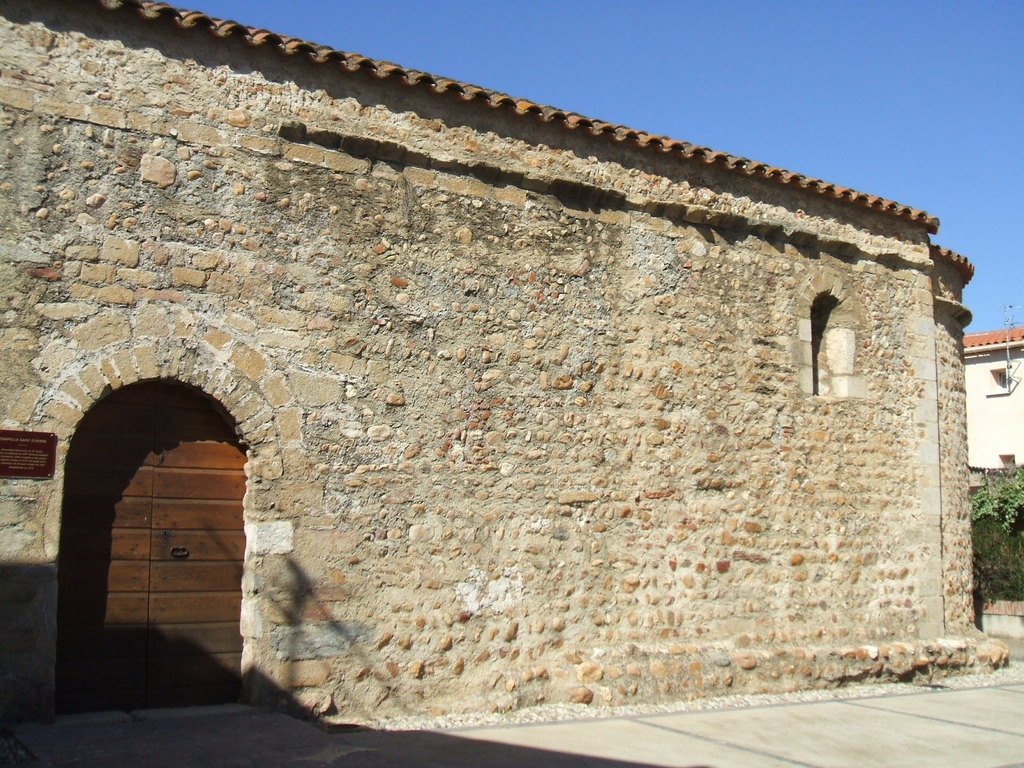
Façana sud
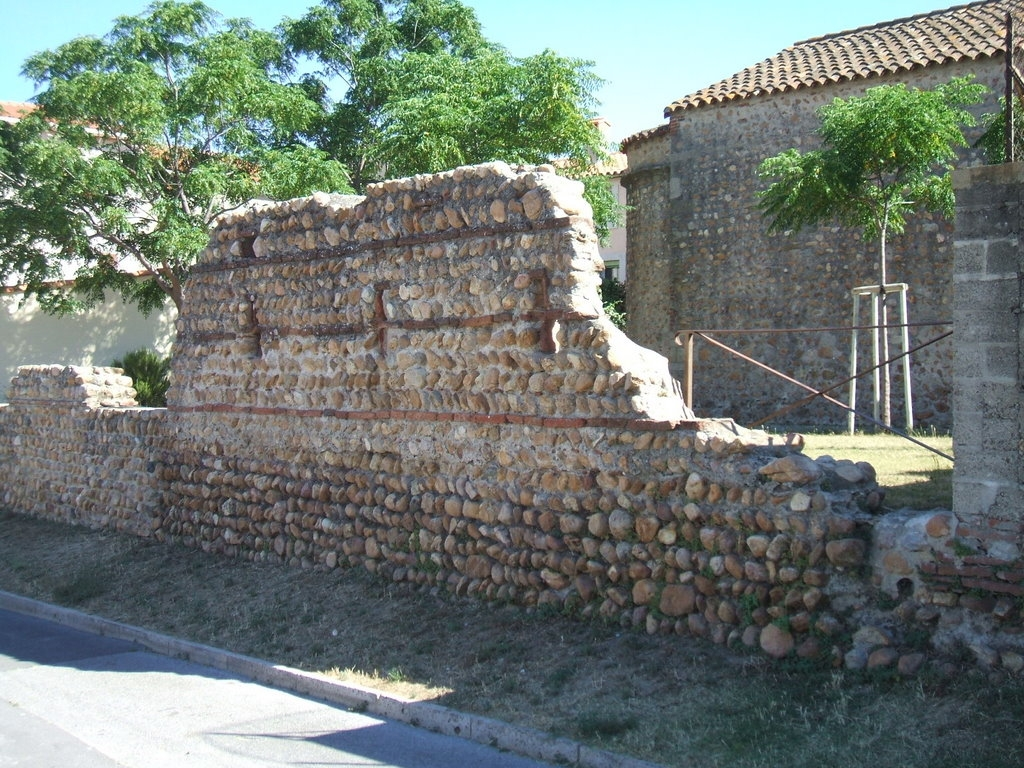
Restes de fortificacions a la banda nord de la capella
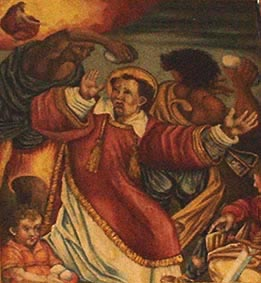
Detall del retaule de Sant Esteve (1600): La Lapidació